# Dziura Stanikowa Wyżnia
Dziura Stanikowa Wyżnia – jaskinia w dolinie Staników Żleb w Tatrach Zachodnich. Wejście do niej położone jest w masywie Hrubego Regla, powyżej jaskini Dziura Stanikowa Niżnia, na wysokości 1131 metrów n.p.m. Jaskinia jest pozioma, a jej długość wynosi 13 metrów.

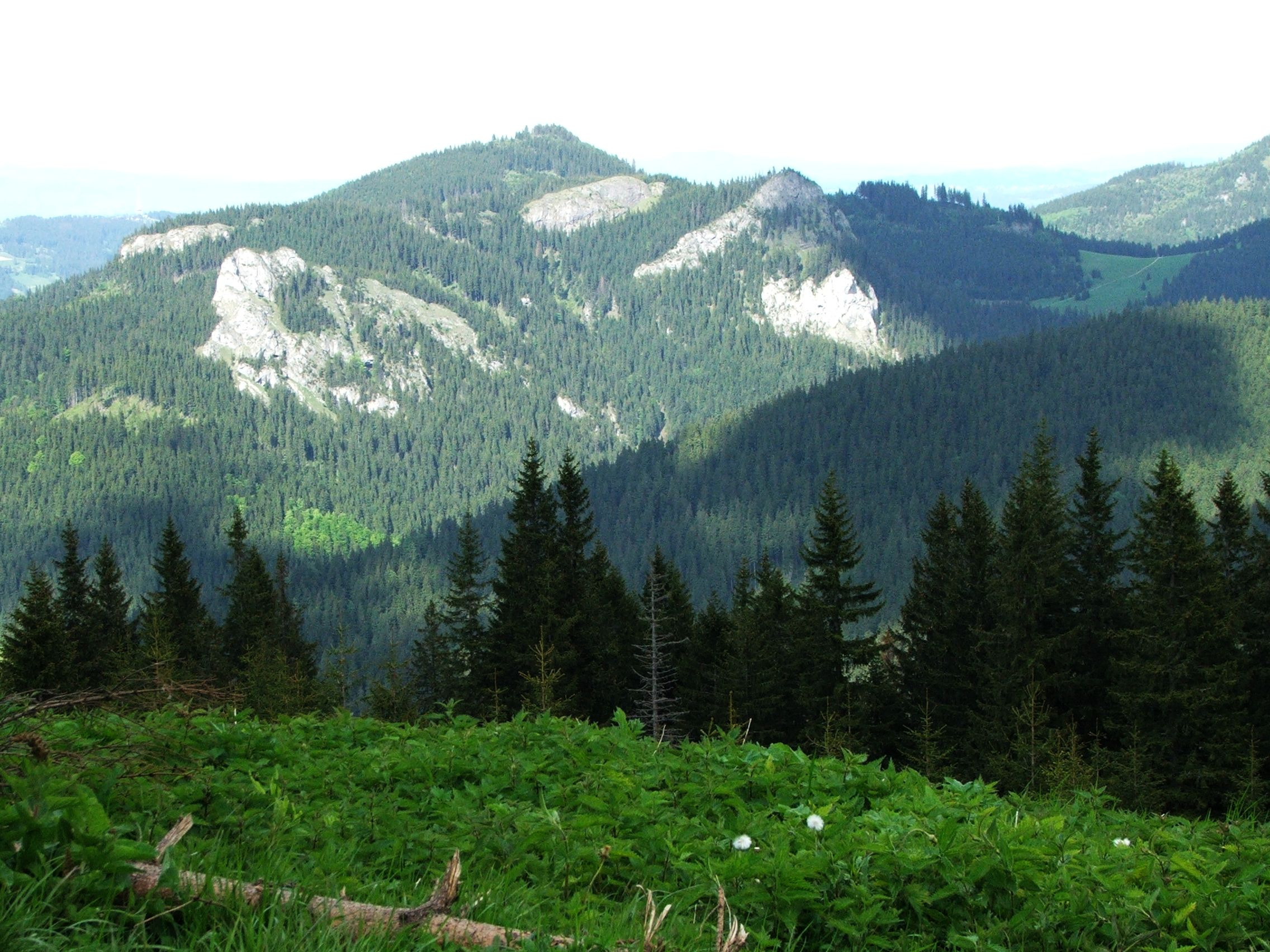
Hruby Regiel

## Opis jaskini
Jaskinię tworzy duża sala, do której prowadzi obszerny otwór wejściowy. Odchodzi z niej 5-metrowy korytarzyk.

## Przyroda
W jaskini można spotkać nacieki grzybkowe.

## Historia odkryć
Jaskinię odkrył Gotfryd Ossowski w 1882 roku. Jej plan i opis sporządził Kazimierz Kowalski w 1951 roku.